# Paddbärsmalmätare
Paddbärsmalmätare (Eupithecia actaeata) är en fjärilsart som beskrevs av Walderdorff 1869. Paddbärsmalmätare ingår i släktet Eupithecia och familjen mätare. Arten är reproducerande i Sverige. Inga underarter finns listade i Catalogue of Life.

## Bildgalleri

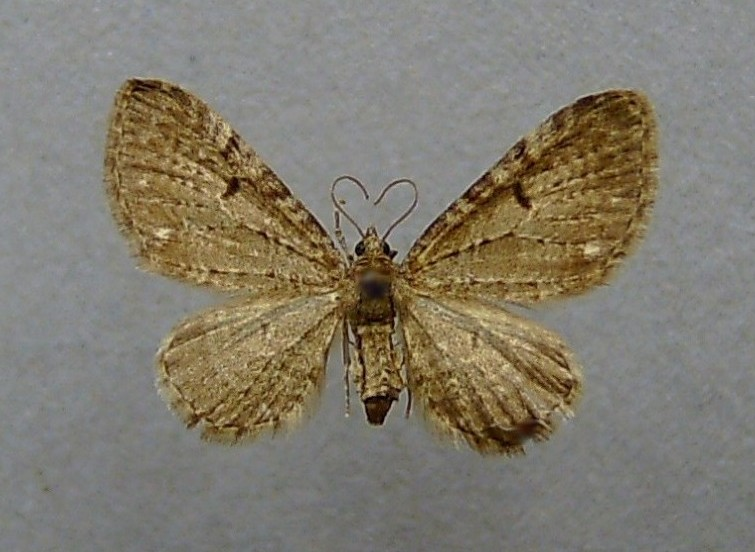
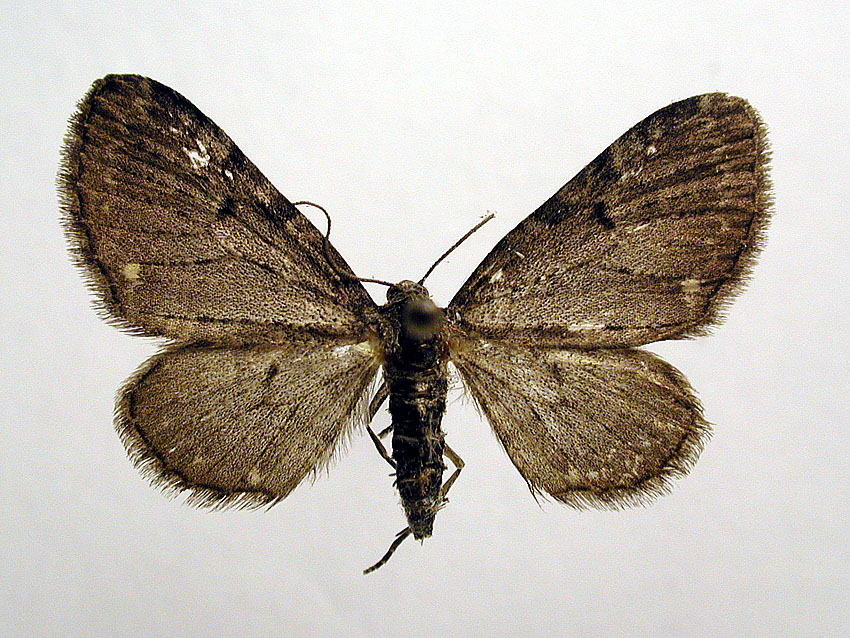